# Djebel al-Asr Gneiss
Djebel al-Asr Gneiss és un llogaret d'Egipte, a la governació d'Assuan, uns 65 km al nord d'Abu Simbel, on s'han trobat restes arqueològiques de l'antic Egipte i les restes d'una pedrera utilitzada des del predinàstic i durant l'imperi antic. El lloc està en perill per la carretera del Djebel Uweinat i per un projecte hidrològic a l'oest del Wadi Toshka, que podria cobrir tota la zona.
Fou localitzat el 1932 per un vehicle militar britànic i va ser excavat el 1933 i 1938. S'hi van trobar algunes esteles, d'entre les quals la més important és la del faraó Khufu. El 1998 una conferència a Abu Simbel va demanar preservar el lloc i el proper jaciment neolític de Nabta.